# Odontaster hispidus
Odontaster hispidus är en sjöstjärneart som beskrevs av Addison Emery Verrill 1880. Odontaster hispidus ingår i släktet Odontaster och familjen Odontasteridae. Inga underarter finns listade i Catalogue of Life.